# Burg Frymburk
Koordinaten: 50° 21′ 26,3″ N, 16° 14′ 10,2″ O

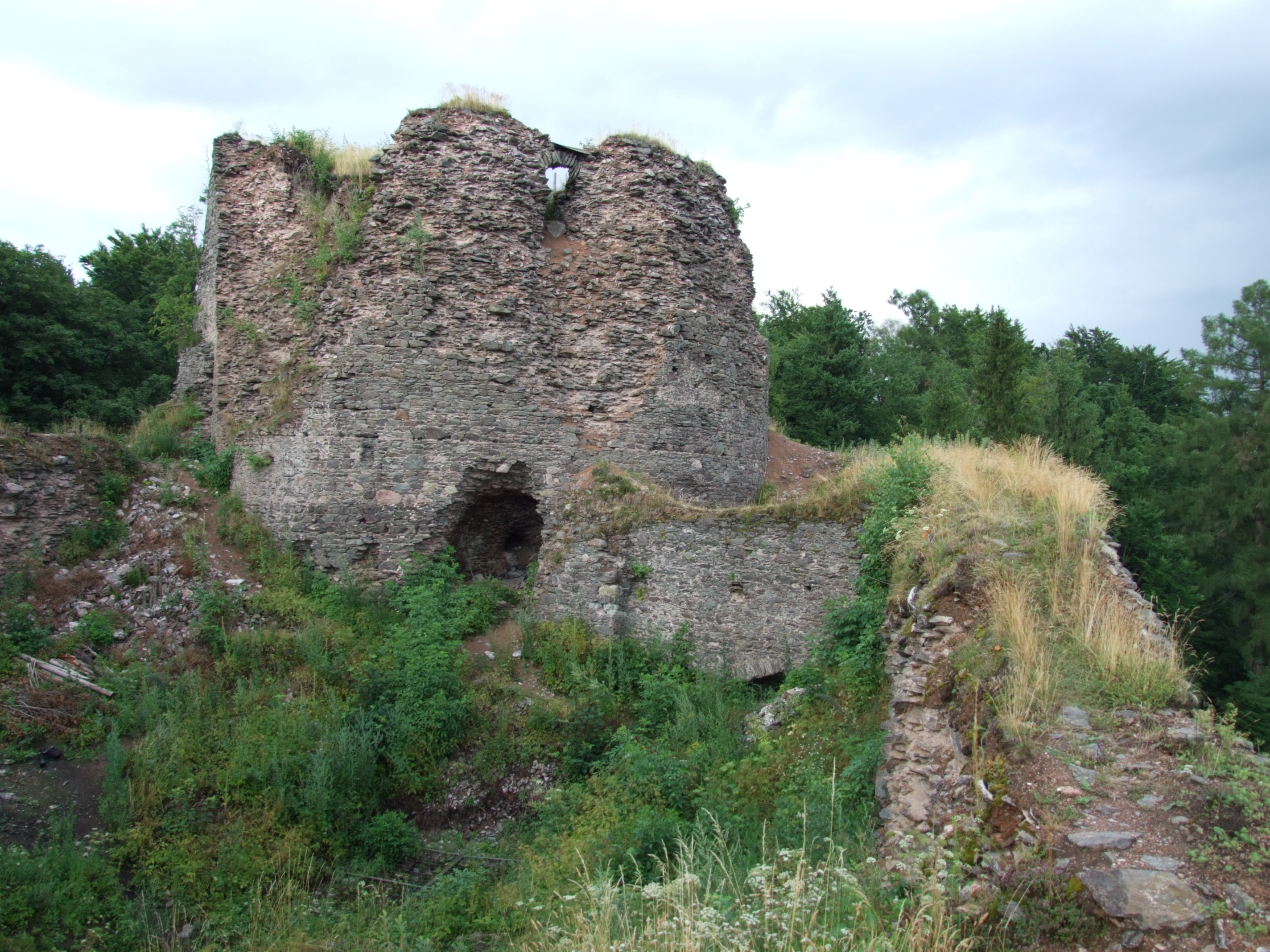
Burgruine Friedenburg in Neubürgles bei Neustadt an der Mettau

Die Burg Frymburk (deutsch Frymburg, Frumburg, Frümburg, auch Friedenburg) ist eine Burgruine in Tschechien. Sie befindet sich westlich von Nový Hrádek über dem Tal der Olešenka im nordwestlichen Adlergebirge.
Von der durch eine zehn Meter hohe Mauer umgebenen und aus einer Burg und Vorburg bestehenden Anlage sind der teilweise abgerutschte Bergfried sowie Mauerreste des Burgtores erhalten.

## Geschichte
Die Burg wurde wahrscheinlich zu Beginn des 14. Jahrhunderts durch die Herren von Leipa errichtet. Erster nachweislicher Besitzer war Matouš von Frymburk, der am 11. Juni 1354 in Gießhübel einen Pfarrer einsetzte. Ab 1359 war die Burg im Besitz des Čeněk von Leipa, der unter Karl IV. von 1349 bis 1360 Oberstmarschall des Königreiches Böhmen war. Im folgte der Kastellan von Krakau, Johann von Leipa, und nach dessen Tode im Jahre 1364 Heinrich von Leipa, der gleichfalls Oberstmarschall von Böhmen war. Von diesem erwarb Johann von Lichtenburg die Frymburk, und 1367 folgten die Brüder Hynko (Hajman) und Ješek (Jan) von Dubá, denen seit 1353 die Herrschaft Náchod gehörte.
Es ist nicht bekannt, wann Frymburk an Sezema von Dobruška und Opočno gelangte. Nach seinem Tod 1373 erbten seine Söhne Stephan/Štěpán von Opočno († 1397), Johann d. Ä. (Jan starší; † 1430) und Jaroslav die Besitzungen zunächst gemeinsam. Nachdem sie spätestens Ende der 1370er Jahre eine Teilung vereinbarten, gelangte die Burg Frymburk mit den umliegenden Dörfern an den jüngsten Bruder Johann/Jan, der auch das Prädikat „von Frymburk“ benutzte. Vermutlich nach dessen Tode (vor 1430) gelangte die Frymburk an Johanns Neffen Johann Městecký von Opočno, der in den Hussitenkriegen auf Seiten der ostböhmischen Adelspartei kämpfte, sich jedoch zweimal den Hussiten unterwarf. Deshalb wurde die Frymburg 1425 von den Waisen zerstört. Nach Johann Městeckýs Tod 1432 wurde Georg/Jiřík von Dubá und Vízmburk Besitzer der Burgherrschaft Frymburk.
1534 erwarb Jan Trčka von Lípa die Herrschaft Frymburk von Achilles Anděl von Ronov. Ab 1537 teilte er sich den Besitz mit seinem Vetter Zdenko der Jüngere Trčka von Lípa auf Vlašim. Jan Trčka von Lípa verkaufte ein Jahr später seine Hälfte an Zdenkos Sohn Jan d. J. Trčka von Lípa. Nach dem Tode seines Vaters wurde Jan d. J. alleiniger Besitzer der Herrschaften Frymburk und Opočno. Die Burgherrschaft Frymburk, welche Dobruška, Dobřany, Olešnice, Slavoňov sowie weitere zwanzig Dörfer und vier Höfe umfasste, wurde an die Herrschaft Opočno angeschlossen. Unter den Trčka von Lípa begann im Tal unterhalb der Burg der Bergbau auf Eisenerz, wodurch die Ansiedlung Doly entstand.
Seit der Mitte des 16. Jahrhunderts lag die Burg Frymburk wüst. Während des Dreißigjährigen Krieges wurde die Burg 1626 von aufständischen Bauern und 1638 von den Schweden besetzt und niedergebrannt. Anschließend blieb die Anlage eine Ruine. Die Burgruine gehörte danach den Trčka von Lípa und nachfolgend den Grafen Colloredo-Wallsee als Besitzer der Herrschaft Opočno.
Am 22. August 1925 erwarb der Textilindustrielle Josef Bartoň von Dobenín aus Nové Město nad Metují die Ruine. Dessen Sohn Václav Bartoň-Dobenín (1909–1982), der 1939 Besitzer der Frymburk wurde, beabsichtigte ihren Wiederaufbau und beauftragte 1940 den Prager Architekten Pavel Janák mit der Ausarbeitung der Pläne. Eine Durchführung des Vorhabens wurde durch den Zweiten Weltkrieg verhindert, und nach dem Februarumsturz 1948 wurde die Familie Bartoň-Dobenín enteignet. 1950 wurde die Ruine zum Denkmal erklärt. Nach der Samtenen Revolution erfolgte 1991 die Gründung eines Kreises der Freunde der Burg Frymburk mit dem Ziel einer Instandsetzung der Anlage. Die begonnenen Arbeiten wurden nach der Restitution der Ruine an die Familie Bartoň-Dobenín wieder eingestellt. Wegen Einsturzgefahr ist die Frymburk nicht zugänglich.